# Аграрна ліберальна партія
Аграрна ліберальна партія (англ. Country Liberal Party) — австралійська партія , діє в Північній території , де вона є свого роду місцевим еквівалентом Ліберальної партії Австралії і Національної партії Австралії.
У Палаті представників і Сенаті представники партії входять в правлячу ліберально-національну коаліцію.

## Історія
У 1966 Аграрна партія (нині - Національна партія Австралії) мала великий вплив в Північній Території, в той час як місцева Ліберальна партія була нечисленною. Тому місцеві прихильники Ліберальної партії підтримали в 1966 і 1972 кандидата від Аграрної партії на виборах єдиного сенатора від Території. В результаті сформувався альянс, спрямований в основному проти Лейбористської партії Австралії (ЛПА).
У 1974 Північна Територія отримала самоврядування і своє власне Законодавчі збори. Місцеві прихильники Аграрної і Ліберальної партій вирішили створити об'єднану самостійну політичну партію — «Аграрну ліберальну партію» — і виставити спільних кандидатів в Збори. Це принесло успіх, і до 2001 нова партія контролювала Законодавчі збори Північній Території.
У 1979 Аграрна ліберальна партія формально афілійована з Національної аграрної партією і Ліберальною партією.
У 2001 Аграрна ліберальна партія втратила контроль над урядом Північної Території, який перейшов до лейбористів.